# La insumisa
La insumisa, libro de la uruguaya Cristina Peri Rossi. Fue publicado en 2020, lleva once reediciones. 

## Reseña
La Insumisa, es la autobiografía novelada de la escritora, ensayista y traductora Cristina Peri Rossi. El libro es "una invitación para conocer su historia a través de su bellísima prosa", aborda su infancia y primera adolescencia.Es según la prensa una narración escrita con una gran autenticidad y solvencia.
Al año siguiente, la autora fue galardonada con el Premio Cervantes sucediendo a Joan Margarit y Francisco Brines. Se convirtió, además, en la sexta mujer en ser reconocida con este galardón, el más importante de la literatura española, tras la uruguaya Ida Vitale, Elena Poniatowska, Ana María Matute, Dulce María Loynaz y María Zambrano.